# محمد المقري
الحاج محمد بن عبد السلام المقري (1854 – 1957) هو سياسي مغربي من كبار رجالات دار المخزن، عايش خمسة ملوك مغاربة، وجايل تسعة مقيمين عامين، ما جعله يحظى بمكانة خاصة وموقع سياسي هام، اختارته سلطات الحماية لمنصب الصدر الأعظم في المغرب. كانت له يد في أحداث مؤثرة في تاريخ المغرب، أولها مساندته لصدور الظهير البربري الذي أحدث هوة بينه وبين السلطان محمد بن يوسف، تلته مطالبة الحركة الوطنية المغربية بالاستقلال التي لم يكن له أي موقف واضح فيها، ليكون تأييده لنفي السلطان إلى كورسيكا النقطة التي أفاضت الكأس، وجعلته واحداً من الشخصيات التي حرمت بعد الاستقلال من حق المواطنة وجردت من ممتلكاتها.

## مسيرته
الحاج محمد، الجد، هاجر من تلمسان، التي ولد بها سنة 1807م، حسب موسوعة «معلمة المغرب»، متوجها إلى المغرب، الذي استقر به وخلف ثلاثة أبناء، كان أكبرهم تاجراً بين المغرب ومصر، والثاني عالما ومدرسا بالقرويين، وآخرهم عبد السلام، والد محمد المقري.
ولد محمد المقري في حي أولاد عيسى، غرب الجامع الكبير وسط المدينة القديمة بوجدة حوالي 1852م. انتقل والده إلى فاس في الحقبة التي كان فيها السلطان إما سليمان أو عبد الرحمان، حيث تتضارب الروايات في هذا الصدد. التحق عبد السلام المقري بالمخزن في بداية عهد السلطان الحسن الأول، وارتقى في المناصب فصار نائبا مكلفا بالأملاك المخزنية بفاس، ثم مشرفا على الأملاك والبناءات المخزنية والسلطانية، لكن زوجته، والدة أبنائه الثلاثة، كان لها الفضل في تمهيد الطريق لزوجها، ثم ابنها محمد لاحقا.
وتقول بعض الروايات أن والدة محمد المقري بن عبد السلام تمكنت بفضل شهرتها في صنع الحلويات، قامت بتعبيد الطريق أمام زوجها ليتقرب من العائلات الفاسية المقربة بدوائر المال والجاه والنفوذ، وثانيا التقرب من القصر السلطاني في عهد السلطان عبد العزيز في مرحلة أولى والسلطان عبد الحفيظ في مرحلة لاحقة.
درس محمد المقري بجامعة القرويين بفاس وتخرج منها ثم توجه إلى جامعة الأزهر بالقاهرة. بدأ حياته المهنية في المخزن في عهد محمد الرابع، وخلال هذه الفترة، شارك المقري في افتتاح قناة السويس سنة 1869م.
عاد إلى المغرب على عهد السلطان الحسن الأول، وتم تنصيبه كاتبا خاصا في دار المخزن.
كان والده الحاج عبد السلام المقري مكلفا بشؤون البناء ومصنع الأسلحة، فأثار ابنه محمد انتباه السلطان فقربه إليه، وتدريجيا أصبح صديقا لخلف الحسن الأول، مولاي عبد العزيز، وكان حينها «باحماد» هو الأمين الكبير أو الوزير الكبير، الذي يترأس كتاب المخزن، وعبد العزيز هو الذي كلف محمد المقري بعدة مهام في مدريد فضلا عن تكليفه بمهمة تمثيل المغرب في معاهدة الجزيرة الخضراء وكان المتحدث الرسمي أثناء المفاوضات.
وعمل المقري في الأملاك المخزنية وفي الإشراف على الأشغال العمومية وتدرج في عدد هام من المناصب المخزنية. وتم الإعلان في الجريدة الرسمية بعد فرض الحماية على المغرب تعيين محمد المقري ليتبوأ منصب الصدر الأعظم.

### فترة المولى يوسف
كانت ابنة الحاج محمد المقري، رقية، متزوجة من السلطان مولاي حفيظ، الذي كان كذلك صديقا للطيب المقري أخ رقية، لكن عندما تنحى السلطان حفيظ عن الملك لصالح خلفه مولاي يوسف اشترط عليهم الأخير الزواج من زوجة أخيه بعد تطليقه منها، فأرغموا الأخير على ذلك، حتى يستمر الحكم لدى العلويين ولا تحدث الأزمة.
وتعتبر عائلة المقري أول بيت مغربي استعمل الكهرباء، وكان ذلك في بيته بفاس الذي ما زال محفوظا لحد الآن، وقد اكتمل بناء هذا البيت تقريبا سنة 1906، وحكاية الكهرباء أن هذا البيت بني على مجرى نهر كان يخترقه هو «وادي فاس»، لم يعد موجودا الآن، فطلب منهم الفرنسيون الاستفادة من مياه الوادي الذي يمر تحت البيت، فاشترط عليهم أن يزودوا البيت بمولد كهربائي فاستجابوا لطلبه وكان بذلك بيته أول بيت مغربي يستفيد من الكهرباء.
احتل أبناء محمد المقري مواقع حيوية في الجهاز المخزني. فابنه الحاج حماد شغل منصب باشا فاس بين 1910 و1912، وتولى ابنه الثاني الطيب الإشراف على ماكنة السلاح (مصنع الأسلحة) بفاس كذلك قبل أن يرتقي ليصير مشرفا على وزارة المالية رغم صغر سنه، أما ابنه الثالث الحاج المختار فعين باشا على مدينة طنجة، ثم أمينا على الديوانة بالمدينة نفسها، أما الابن الرابع الحاج الطاهر فمنحه منصب أمين الديوانة (المصالح الجمركية) بالدار البيضاء، أما ابنه التهامي، أصبح مهندسا زراعيا ثم بعد ذلك أصبح مديرا للشؤون التونسية-المغربية.
ترك محمد المقري منصب الصدر الأعظم سنة 1913، وخلفه محمد الكباص إلى غاية 1917، عندما عاد المقري لمنصبه.

### فترة محمد الخامس
رتب محمد المقري انتقال العرش العلوي من المولى يوسف إلى ابنه محمد، حيث كان حريصا على المحافظة على منصبه من أية منافسة. فقد كان يخشى على انفلات منصب الصدر الأعظم من يده في حالة تولي مولاي إدريس بن يوسف. حيث استشعر المقربين اقتراب موعد وفاة السلطان المولى يوسف، الذي كان يعاني من وطأة مرض «البروستاتا» حيث قرر الانتقال من الرباط إلى فاس. وبعد وفاة السلطان يوم الخميس 17 نوفمبر سنة 1927، ظهرت بوادر الانقسام بين رجال المخزن، حيث كان الحاجب التهامي اعبابو، وبجانبه مدير التشريفات السلطانية، قدور بن غبريط، يميلان إلى مبايعة الأمير مولاي إدريس بن يوسف، باعتباره أكبر أبناء السلطان المتوفى وخليفته بمراكش، وكان هذا الأمير يحمل الكثير من أوصاف أبيه. أما الفريق الثاني، فكان يقوده الصدر الأعظم محمد المقري ويعضده الفقيه محمد المعمري، وبعض الفرنسيين النافذين في الإقامة، وقد كان هذا الفريق يلعب ورقة سلطة الحماية. لذلك نجح في فرض اختياره حيث عين محمد بن يوسف سلطانا خلفا لوالده المتوفي.
بعد رجوع محمد الخامس إلى الرباط من فاس، انتقل معه «صندوق» الطوابع السلطانية، واستبدلت طوابعه القديمة
بطوابع فضية جديدة نقشت باسم السلطان الجديد، وكانت العادة المتبعة أن يحتفظ السلطان بصندوق طوابعه داخل قصره ويمسك بمفتاحه، ولكن العادة اختلفت هذه المرة، حيث بقي الصندوق بما فيه عند السلطان في القصر الملكي، بينما مفتاحه فقد استبد به الصدر الأعظم الحاج محمد المقري وأبقاه في جيبه.

ويذكر الوزير الفقيه محمد الرندة: 
وكان المقري يستخرج المفتاح من جيبه ويخرج الطابع ويطبع ما أريد طبعه ظهير، ثم يرد مفتاح صندوق الطابع لجيبه. فسئم السلطان من ذلك، لكن يلتزم بتعليمات الحماية الفرنسية، تعللا بصغره.
وقد لعب المقري دورا كبيرا في تمرير الظهير البربري بفضل وصايته على السلطان، لكنه لم يكن يعرف أن هذا الظهير سيكون سببا قويا لظهور الحركة الوطنية المغربية.
في سنة 1934، الذكرى السابعة لجلوس محمد بن يوسف على العرش٬ أصبح الاحتفال بعيد العرش يكتسي صبغة رسمية٬ إذ صدر قرار وزاري أصدره محمد المقري بتاريخ 16 رجب 1353 هـ / 26 أكتوبر 1934 بعد أن أشار عليه المقيم العام الفرنسي هنري بونسوت.

### نفي السلطان
يقول المؤرخ الفرنسي غي ديلانُوي أن الحاج المقري، كان يلقب نفسه بـ De Blesson، وكان على استعداد تام للتعاون مع الفرنسيين إلى أبعد الحدود.

يروي بعض المؤرخين أن المقيم العام الفرنسي استشار الصدر الأعظم قبل نفي محمد الخامس، ورد محمد المقري بعبارة: 
خلال العامين اللذين حكم فيهما محمد بن عرفة، تنازل السلطان عن سلطاته التنفيذية لصالح الصدر الأعظم المقري، وعن سلطاته التشريعية لفرنسا، كما وقع ظهيرا خاصا بتنظيم وتشكيل المجالس البلدية المختلطة، الشيء الذي مكن لفرنسا سيادة مماثلة للسيادة الشريفة على المغرب.
كانت آخر مسؤوليات محمد المقري، هي تنصيبه من طرف الفرنسيين سنة 1955، عضوا في مجلس حفظة العرش، إلى جانب امبارك البكاي ومحمد الصبيحي باشا سلا والقائد الطاهر عسو.